# Ígor Vasíliev
Ígor Vladímirovich Vasíliev (en ruso Игорь Владимирович Васильев; 9 de mayo de 1921) es un botánico ruso. Sus colecciones de especímenes vegetales se conservan en el Herbario Krylov.
Realizó aportes sobre las familias Betulaceae (con énfasis en el género Betula); y, en Tiliaceae (con énfasis en el gro. Tilia).
- La abreviatura «I.V.Vassil.» se emplea para indicar a Ígor Vasíliev como autoridad en la descripción y clasificación científica de los vegetales.[5]